# 1804
Évszázadok: 18. század – 19. század – 20. század
Évtizedek: 1750-es évek – 1760-as évek – 1770-es évek – 1780-as évek – 1790-es évek – 1800-as évek – 1810-es évek – 1820-as évek – 1830-as évek – 1840-es évek – 1850-es évek
Évek: 1799 – 1800 – 1801 – 1802 –  1803 – 1804 – 1805 – 1806 – 1807 – 1808 – 1809

## Események
- Orosz–perzsa háború a Kaukázusban.
- január 1. – Jean-Jacques Dessalines kikiáltja Haiti függetlenségét. (Létrejön az első önálló afroamerikai köztársaság.)[1]
- augusztus 11. – II. Ferenc lemond a német-római császári címről – jogi értelemben is megszűnik a Német-római Császárság, megalakul az Osztrák Császárság, amely 1867-ig fennáll.
- december 2. – Bonaparte Napóleon Franciaország császárává koronázza saját magát.[2]

## Az év témái

### 1804 a tudományban
- február 21. – Richard Trevithick fogadásból épített gőzmozdonya jelentős terhet vontatva kilenc mérföldnyi utat tesz meg – az első sikeres mozdony a vasúttörténetben.

## Születések
- január 4. – Bátori-Schulcz Bódog, honvéd ezredes († 1885)
- január 31. – Bajza József, költő, lapszerkesztő († 1858)
- február 5. – Johan Ludvig Runeberg finnországi svéd költő, újságíró, tanár, a finn himnusz szövegének szerzője († 1877)
- március 24. – Marastoni Jakab, festőművész, litográfus († 1860)
- április 7. – Dr. Salomon Müller, német zoológus, ornitológus és tudós († 1864)
- április 15. – Bezerédj Amália, a magyar gyermekirodalom úttörője († 1837)
- június 1. – Mihail Ivanovics Glinka, orosz zeneszerző († 1857)
- július 14. – Benedek Lajos, császári és királyi táborszernagy († 1881)
- szeptember 24. – Schöpf-Merei Ágost, orvos († 1858)
- október 17. – Nagysándor József, honvéd tábornok, aradi vértanú († 1849)
- október 17. – Horváth Cirill József, filozófus, író († 1884)
- november 5. – Csatskó Imre, magyar bölcsész, ügyvéd, magyar királyi kuria legfőbb itélőszéki osztályának bírája, az MTA levelező tagja († 1874)
- november 18. – Klauzál Gábor, a Batthyány-kormány minisztere († 1866)
- november 23. – Franklin Pierce, az Amerikai Egyesült Államok 14. elnöke, hivatalban 1853–1857-ig († 1869)
- november 23. – Gáspár András, magyar honvéd tábornok († 1884)
- november 28. – Csécsi Imre, magyar református tanár, orvos, az MTA levelező tagja († 1847)
- december 5. – Dobay Elek piarista rendi pap, tanár, költő († 1879)
- december 8. – Damjanich János, honvéd tábornok, aradi vértanú († 1849)

## Halálozások
- február 12. – Immanuel Kant, német filozófus (* 1724)
- március 3. – Giovanni Domenico Tiepolo, velencei barokk festő (* 1727)
- március 21. – Louis Antoine de Bourbon–Condé, Bourbon herceg, a royalista emigráns hadsereg tisztje a francia forradalom és a napóleoni háborúk alatt (* 1772)
- július 12. – Alexander Hamilton, az Amerikai Egyesült Államok első pénzügyminisztere (* 1755 vagy 1757)
- március 26. – Kempelen Farkas, mérnök, feltaláló (* 1734)
- április 5. – Jean-Charles Pichegru, francia tábornok és politikus a nagy francia forradalom idején (* 1761)
- április 9. – Jacques Necker, bankár, politikus, pénzügyi szakember. XVI. Lajos három alkalommal bízta meg a Francia Királyság pénzügyeinek vezetésével (* 1732)
- április 11. – Küzmics Miklós, magyarországi szlovén (vend) római katolikus esperes, Biblia fordító, vallási író (* 1734)
- április 23. – Spissich János, Zala vármegye alispánja, a magyar jakobinus mozgalom tagja, a varasdi szabadkőműves páholy főmestere (* 1745)
- szeptember 20. – Pierre Méchain, francia csillagász (* 1744)
- szeptember 20. – Pierre Joseph Bonnaterre, francia természettudós (* 1752)
- november 1. – Johann Friedrich Gmelin, német természettudós, botanikus, entomológus, herpetológus és a puhatestűek kutatója (* 1748)
- november 6. – Ballmann János Mihály, magyar gimnáziumi tanár (* 1765)